# Christina Broom
Christina Broom, nascuda Livingston (Chelsea, Londres, 28 de desembre de 1862 - Margate, Kent, 5 de juny de 1939) va ser una fotògrafa escocesa, reconeguda com "la primera fotògrafa de premsa del Regne Unit".

## Història
Els seus pares eren escocesos, encara que ella va néixer al número 8 de King's Road, de Londres, la setena de vuit fills. La seva mare era Margaret Fair (1826-1884), i el seu pare Alexander Livingston (1812-1875), un mestre fabricant de botes. Es va casar amb Albert Edward Broom (1864–1912) l'any 1889, amb qui va tenir una filla, Winifred Margaret, nascuda el 7 d'agost de 1890 a la seva casa de l'avinguda Napier, a Fulham. El 1896 Albert va resultar ferit en un partit de criquet, l'os de la cama en va sortir malmès i ja no se'n va guarir, causant necrosi i inhabilitant-lo per a treballar. Potser per això el 1903, seguint el fracàs de la ferreteria familiar i altres negocis, van obrir una papereria a Streatham, que també va fracassar.
Tot i així, es va adonar del creixent interès per les postals fetes a partir de fotografies i va veure que seria un bon negoci. Llavors, necessitant una font d'ingressos, Broom va manllevar una càmera de calaix i va aprendre de manera autodidacta els fonaments de la fotografia. Va instal·lar una parada en el Royal Mews, al Palau de Buckingham, on venia les postals de les fotografies que havia fet. Va mantenir aquesta parada de 1904 a 1930.
Quan la família es va traslladar a l'avinguda Burnfoot, Broom va utilitzar el celler de carbó com la seva cambra fosca. L'ajudava la seva filla Winifred, que tenia catorze anys, que havia deixat l'escola per ajudar la seva mare, mentre que Albert escrivia els peus de foto. Les postals es venien bé, i en una sola nit Broom podia fer-ne 1.000 còpies.
Broom va ser designada fotògrafa oficial de la Household Division, càrrec que va ostentar de 1904 a 1939, i va tenir una cambra fosca pròpia a la caserna de Chelsea. També va fer moltes fotografies d'escenes locals, fins i tot de Palau, així com de la Regata i de les marxes de les suffragettes. No se sap si simpatitzava amb el moviment sufragista, tot i que Broom va veure la importància històrica d'enregistrar els esdeveniments, i va fer fotografies publicitàries del Women's Sunday el 1908, i de la marxa massiva el 23 de juliol de 1910, quan 10.000 dones es van reunir, i el grup irlandès vestits de verd, i el 26 de juliol de 1913, quan dones "peregrines" havien caminat de Carlisle a Londres per donar suport a les sufragistes moderades. Broom feia fotos de suffragettes en esdeveniments i marxes i altres instantànies més informals durant la seva campanya. També va retratar la processó de l'església de Fulham el 1909 i la desfilada de l'exèrcit als jardins de Fulham Palace el 1910.
Albert va morir el 1912, i Christina i Winifred es van traslladar a Munster Road, a Fulham. Broom va prendre llavors el nom professional de Mrs Albert Broom. Ella i la seva filla van continuar fotografiant edificis notables, i persones en escenes formals i informals, a l'aire lliure, una cosa poc habitual donada la quantitat d'equipament necessària. Després de tants anys carregant el pesat equipament fotogràfic per tot Londres, la salut de Broom es va veure afectada per un greu mal d'esquena que la va confinar en una cadira de rodes, i de vegades Winnie havia d'empènyer-la fins a la caserna per a treballar.
En les dècades del 1920 i 1930 la seva feina va aparèixer en publicacions com el Daily Sketch, The Illustrated London News, The Tatler, The Sphere i Country Life. També fotografiava cavalls reials i d'esdeveniments i de vida diària, així com del seu exèrcit.
Christina i Winifred van ser retratades a la recepció de l'alcalde a l'ajuntament de Fulham l'any 1934, i a la Regata l'any 1936. L'última fotografia que es va fer de Broom va ser quan estava pescant i relaxant-se a Margate, poc abans de la seva mort.

## Mort i llegat
Broom va ser enterrada en el vell cementiri de Fulham. Winifred va ser cabdal conservant els negatius de la seva mare, fent que els alberguessin institucions públiques. La Reina Mary, que també era fotògrafa, va dir que eren "per a la posteritat on les persones vagin i vegin les còpies quan tinguin més lleure".
En 36 anys Christina Broom va fer 40.000 imatges en total.
Les col·leccions de les fotografies de Broom es troben al Museu de Londres, la National Portrait Gallery, el Museu Imperial de la Guerra i The Guards Museum, també a Londres; el Museu d'Escòcia, a Edimburg; el Museu Marítim de Greenwich; la Biblioteca d'Estudis Locals de Kensington i Chelsea; l'Arxiu de Hammersmith i Fulham, el National Army Museum, i el Maidstone Art Gallery, a Kent; i el Harry Ransom Center i la col·lecció Gernsheim, a la Universitat de Texas, ambdós a Austin (Texas, EUA).
Part de la seva obra va ser exposada a la National Portrait Gallery el 1994.
El 17 de desembre de 2009 una col·lecció d'unes 2.000 fotografies seves, principalment de temes militars, havia de posar-se a la venda per subhasta a Sotheby's a Londres; s'esperava que la col·lecció arribés als 35.000£ de puja, però finalment no es va vendre i va ser adquirida en privat pel Museu de Londres. El juny de 2015 el museu va inaugurar una exposició de les seves fotografies titulada Soldiers and Suffragettes. Els comentaristes van remarcar la qualitat de les imatges impreses a partir de les plaques originals, com a testament de Christina Broom, una atrevida fotògrafa autodidacta amb bon ull per a les imatges.
La Universitat de Birmingham va referenciar l'obra de Broom en una retrospectiva del 2017 sobre Käthe Buchler, una fotògrafa alemanya que retratava la vida a casa durant la Primera Guerra Mundial.

## Galeria de fotos

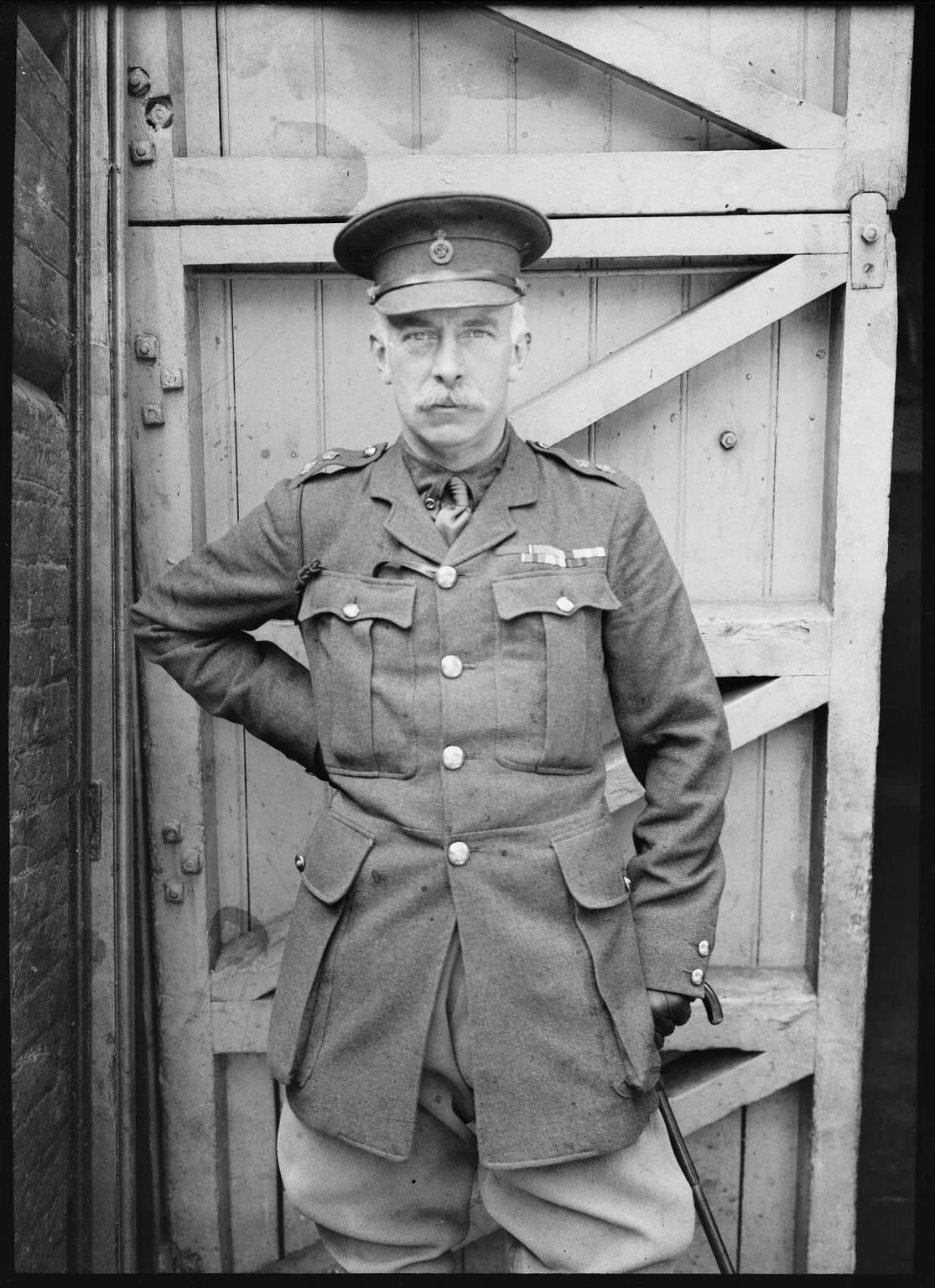
1900-1925
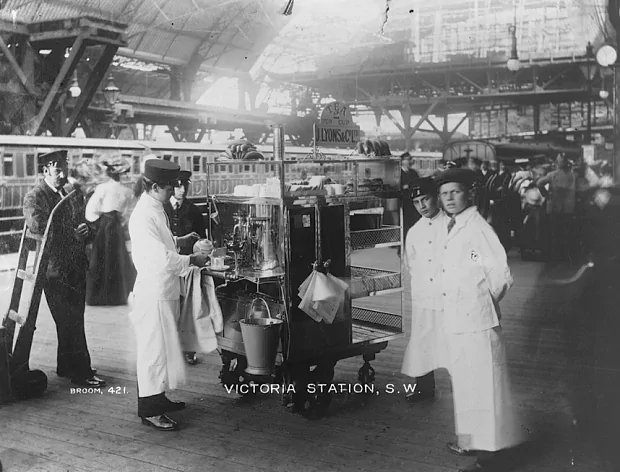
1905
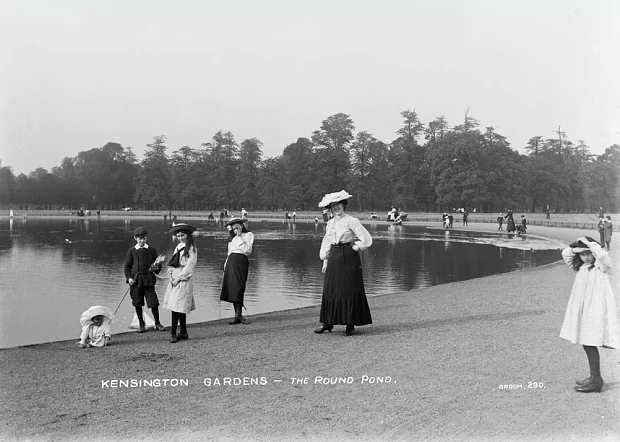
1905
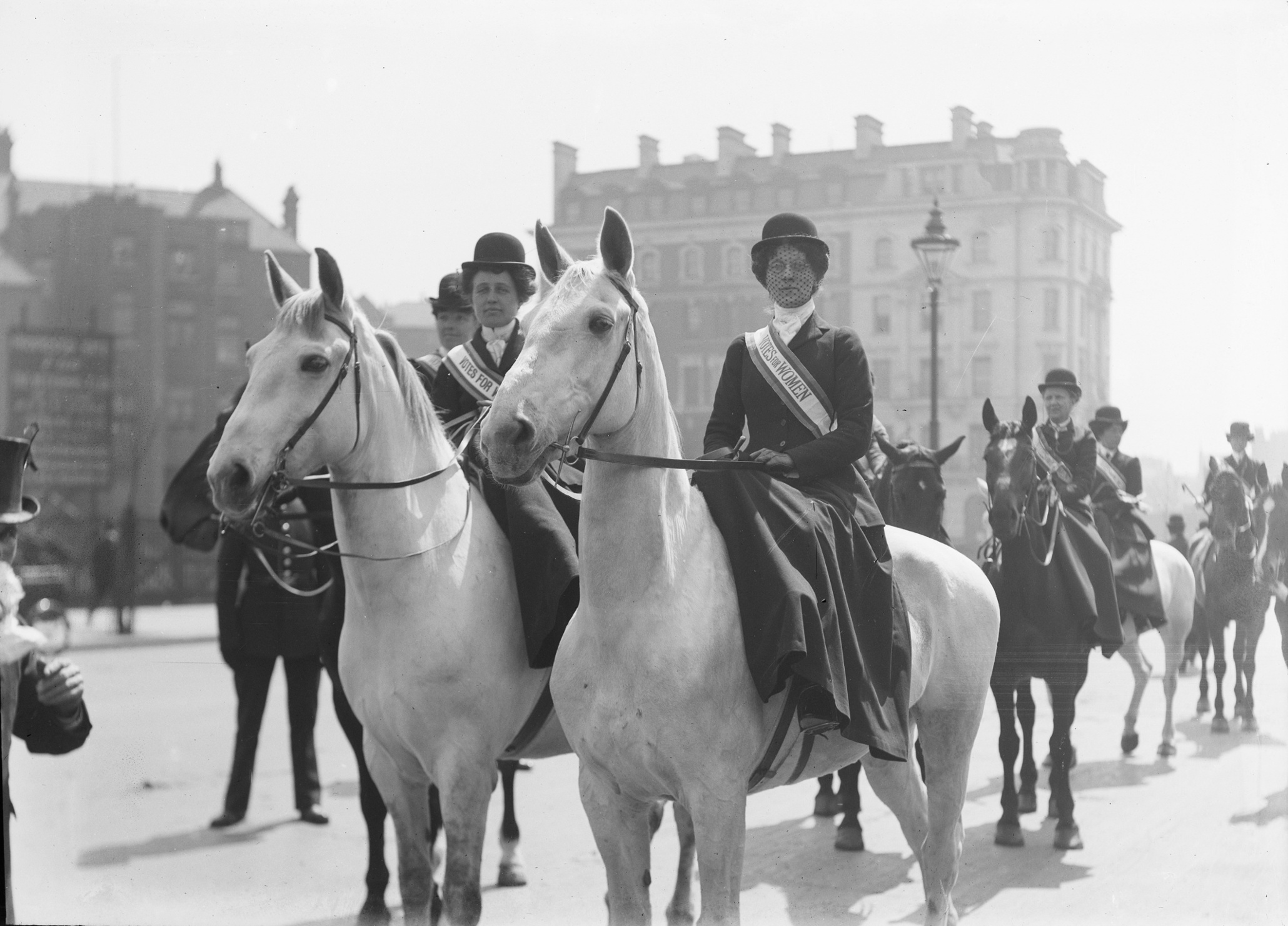
1909
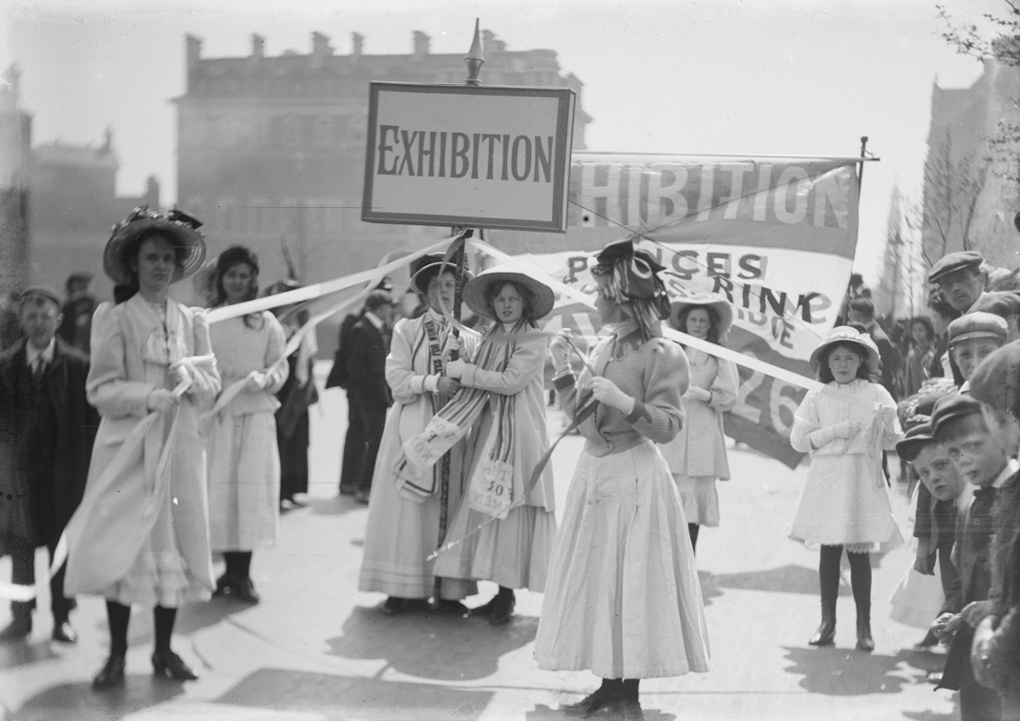
1909
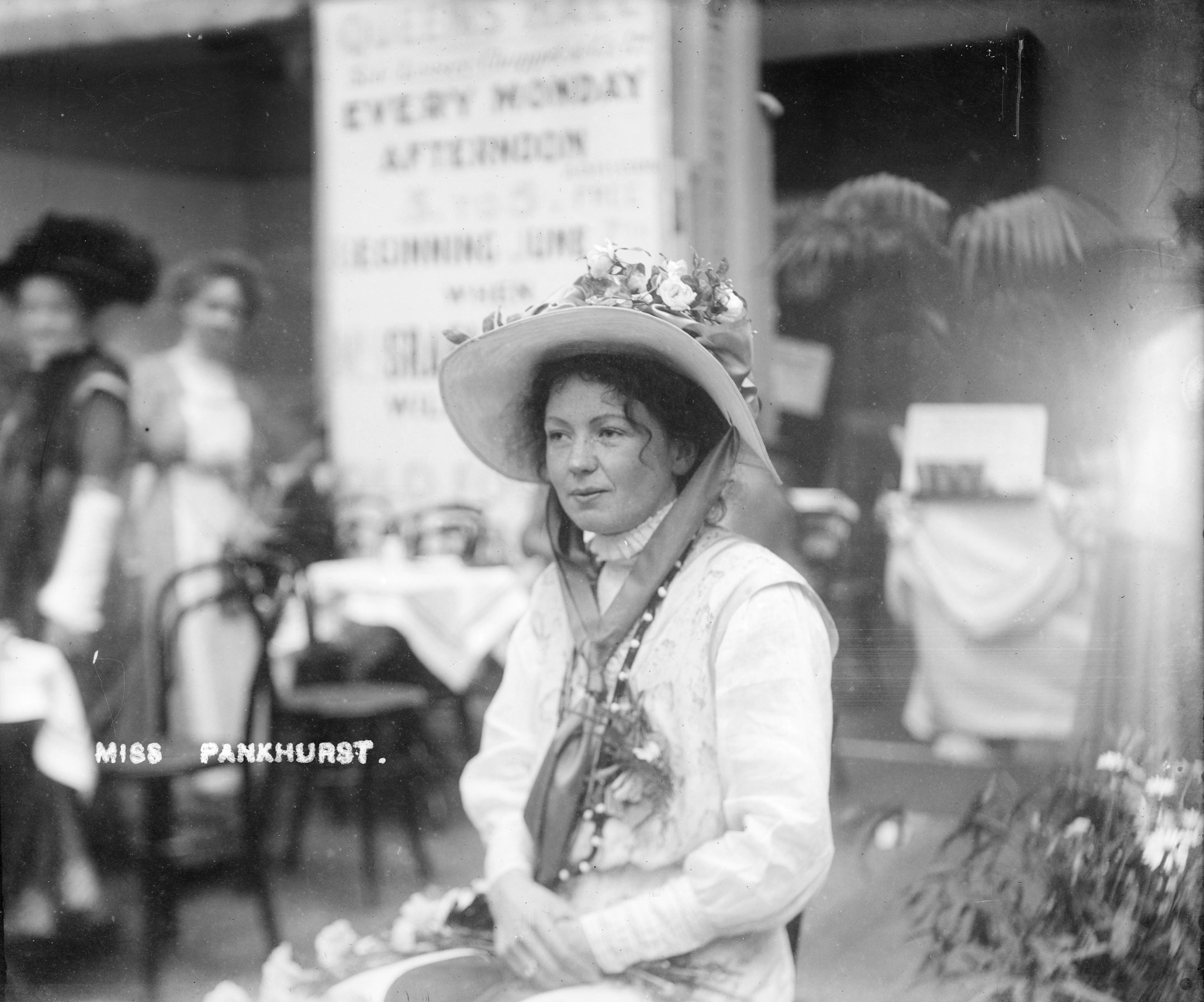
1909
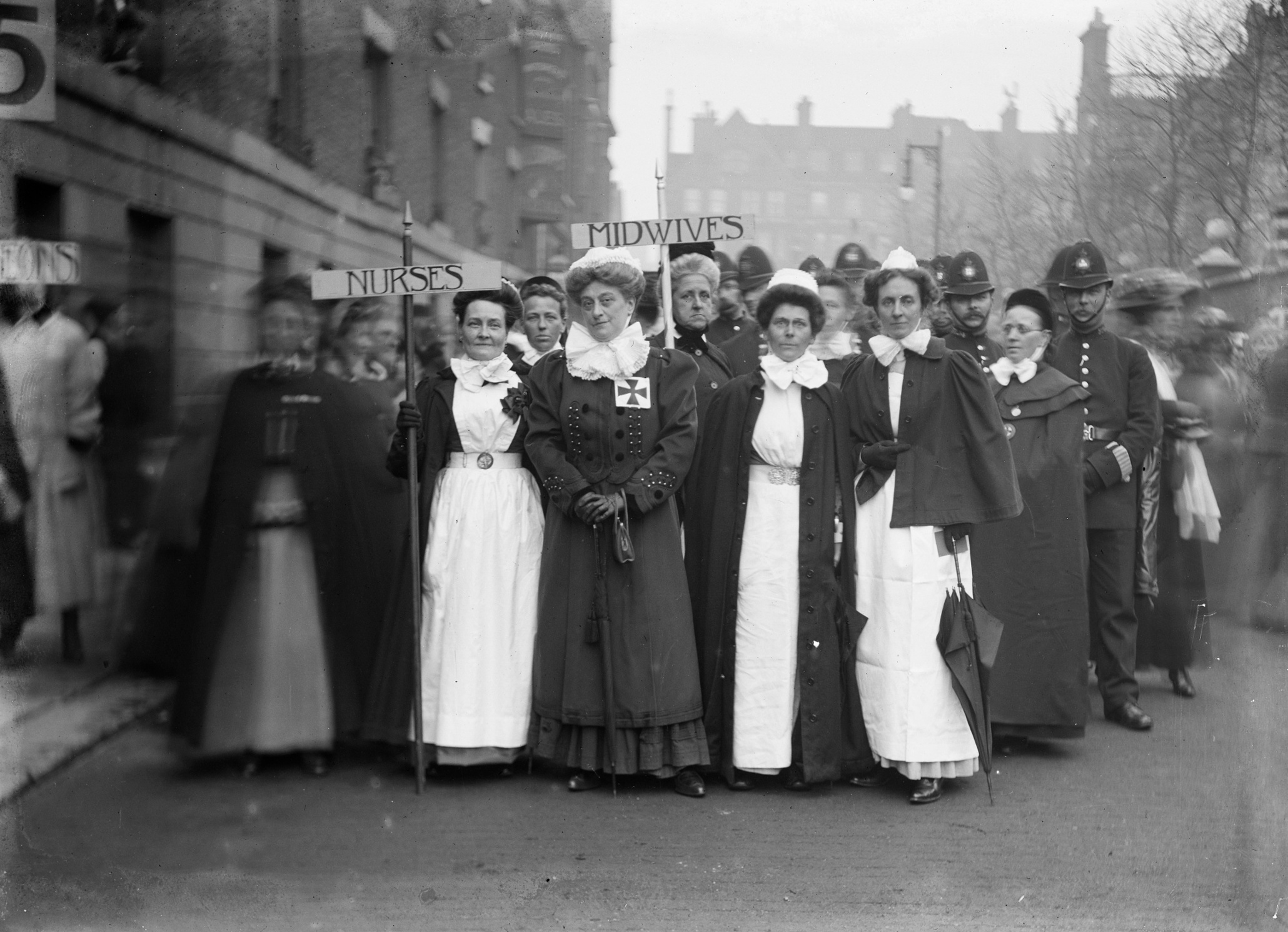
1909
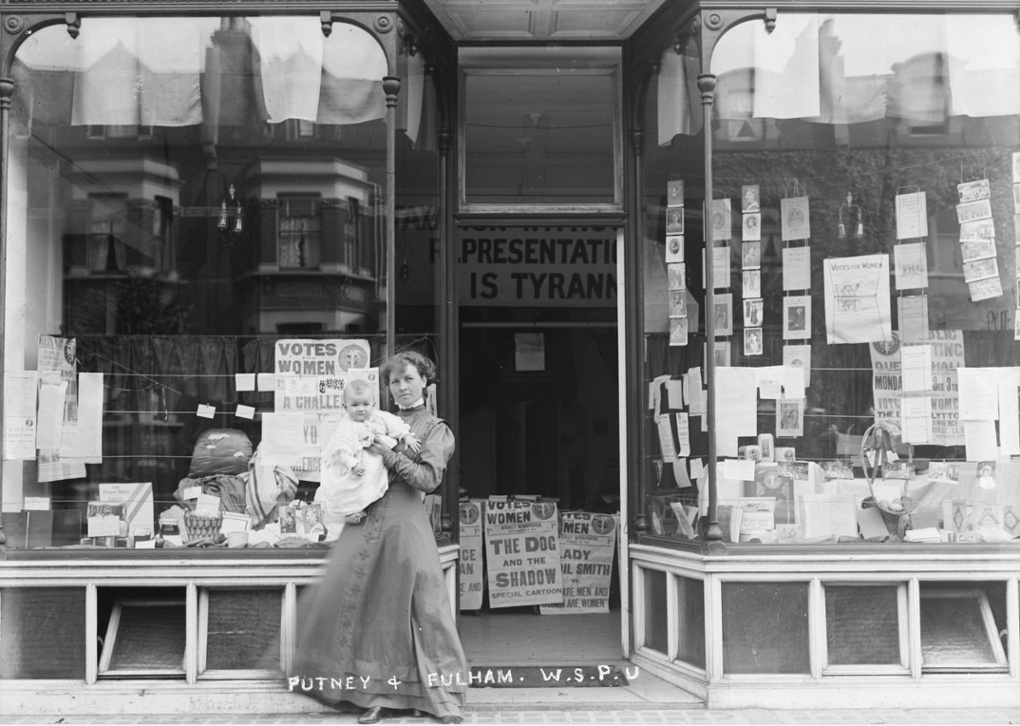
1910
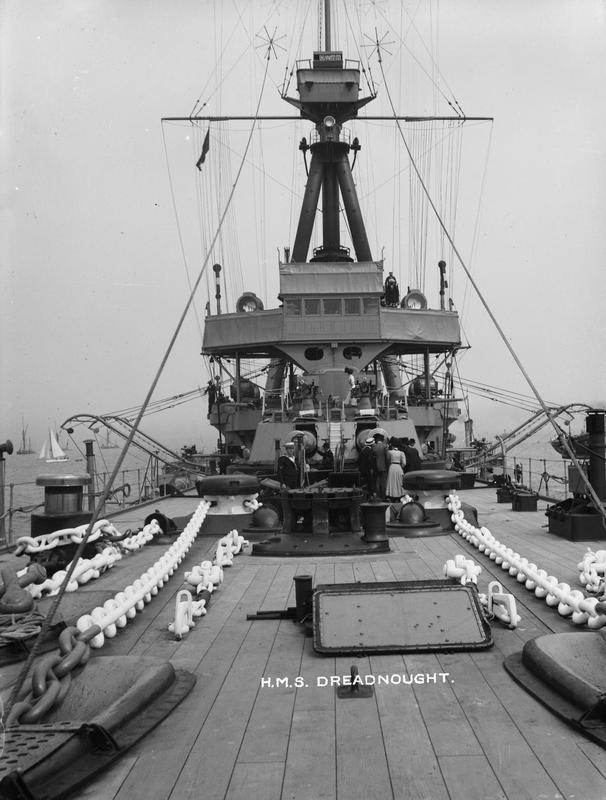
pre-1914
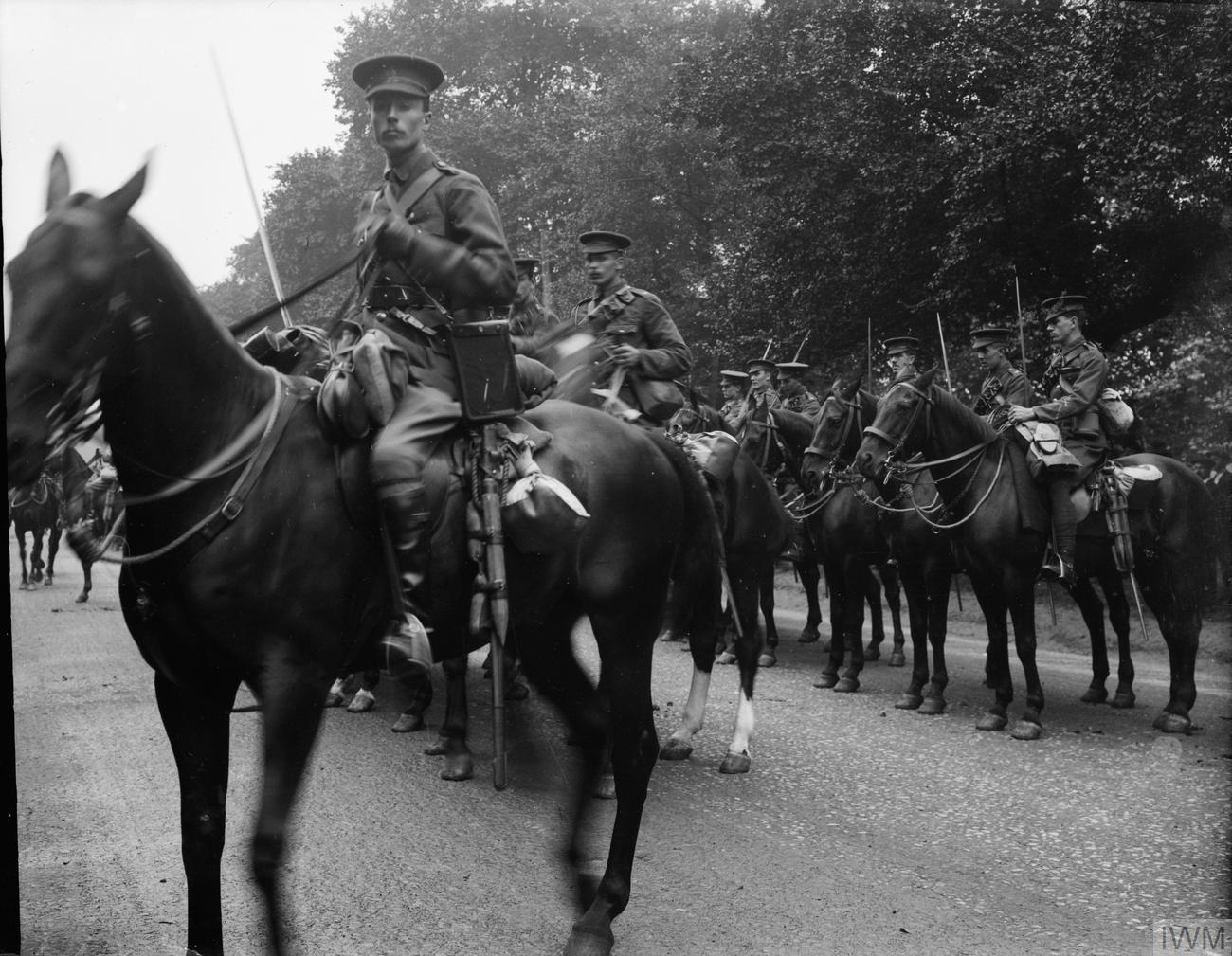
1914
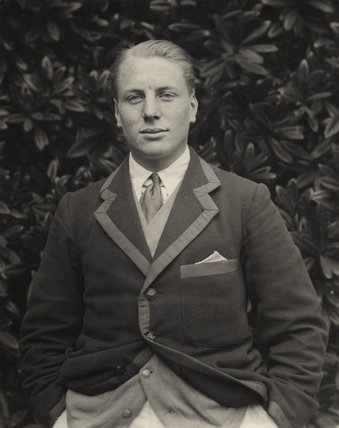
c. 1920